# لاكتات غلوكونات الكالسيوم
لاكتات غلوكونات كالسيوم مركب كيميائي له الصيغة C9H16CaO10 ، ويكون على شكل بلورات بيضاء، وهو ملح مزدوج للكالسيوم لكل من حمض اللبن (حمض اللاكتيك) وحمض الغلوكونيك. حضر أول مرة من قبل شركة ساندوز السويسرية.

## الخواص
- يتراوح محتوى الكالسيوم في لاكتات غلوكونات الكالسيوم من 10% إلى 13%.
- يتميز مركب لاكتات غلوكونات الكالسيوم بانحلاليته المرتفعة تصل إلى 400 غ/ل، وبذلك يعد ثاني أملاح الكالسيوم انحلالية بعد كلوريد الكالسيوم. يأتي هذا نتيجة وجود الملح المزدوج، وللمقارنة فإن انحلالية لاكتات الكالسيوم تصل 66 غ/ل، أما غلوكونات الكالسيوم فانحلاليتها تصل إلى 35 غ/ل.
- لمركب لاكتات غلوكونات الكالسيوم نسبة توافر بيولوجي جيدة وذلك بالنسبة لأيونات الكالسيوم.

## الاستخدامات
- يستخدم كمضاف غذائي (مكملات غذائية).
- يمكن أن يستخدم لمعالجة الحروق الناتجة عن حمض هيدروفلوريك.

## وصلات خارجية
- مقارنة التوافر البيولوجي وانحلالية أملاح الكالسيوم